# الکساندر (نام)
الکساندر یا الگزاندر یا آلکساندر  نامی‌است مردانه در زبان‌های انگلیسی، لهستانی، هلندی ، آلمانی و فرانسوی. این نام با نام‌های اسکندر و سکندر در زبان‌های شرقی‌ای چون فارسی، عربی ترکی و اردو و همچنین الساندروی ایتالیایی و آلخاندروی اسپانیایی برابرمی‌باشد.
الکساندر نام شخصیت‌های تاریخی چندی بوده که شناخته‌ترینشان اسکندر مقدونی می‌باشد.

## ریشه‌شناسی نام
الکساندر لاتینی‌شدهٔ نام یونانی باستان الکساندروس (Αλεξανδρος) است؛ تشکیل‌شده از دو واژهٔ الکسو (به یونانی: αλεξω) به معنای پاسداری‌کردن و انر (به یونانی: ανηρ) به معنای مرد که روی‌هم‌رفته معنای مردانِ مدافع را می‌رساند.

## الکساندرهای سرشناس

### پادشاهان
- الکساندر بالاس
- الکساندر دوم
- الکساندر سوروس
- الکساندر یکم (اپیروس)
- الکساندر (امپراتور بیزانس)
- الکساندر دوم (اسکاتلند)
- الکساندر سوم (اسکاتلند)
- الکساندر یکم (روسیه)
- الکساندر دوم (روسیه)
- الکساندر سوم (روسیه)
- الکساندر (پادشاه یونان)
- الکساندر یکم (یوگسلاوی)

### پاپ‌ها
- الکساندر یکم
- پاپ الکساندر دوم
- الکساندر سوم (پاپ)
- الکساندر چهارم
- الکساندر ششم
- الکساندر هفتم
- الکساندر هشتم

### دیگران
- آلکساندر سولژنیتسین
- الکساندر همیلتون
- الکساندر پوشکین
- الکساندر دوبچک
- الکساندر دوما (پدر)
- الکساندر فلمینگ
- الکساندر هیگ

## منبع
- Behind the Name